# Right Round
《Right Round》는 미국의 래퍼 플로 라이다의 노래로, 케샤가 피처링을 하였다. 음반 R.O.O.T.S.에 수록되어 있다.